# Mythimna sinuosa
Mythimna sinuosa är en fjärilsart som beskrevs av Moore 1882. Mythimna sinuosa ingår i släktet Mythimna och familjen nattflyn. Inga underarter finns listade i Catalogue of Life.

## Bildgalleri

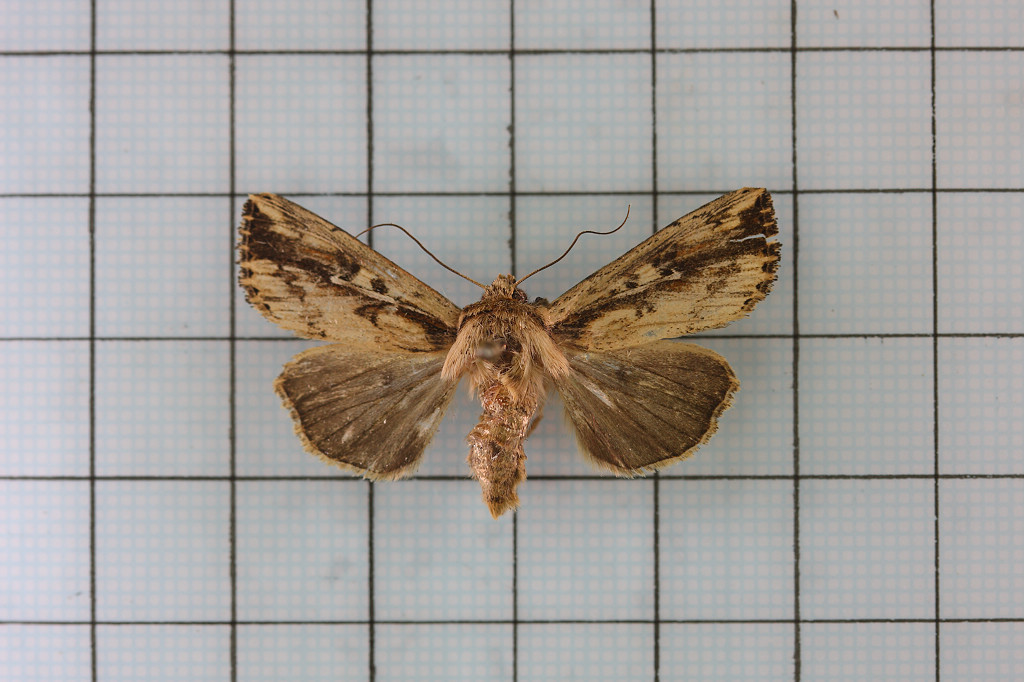
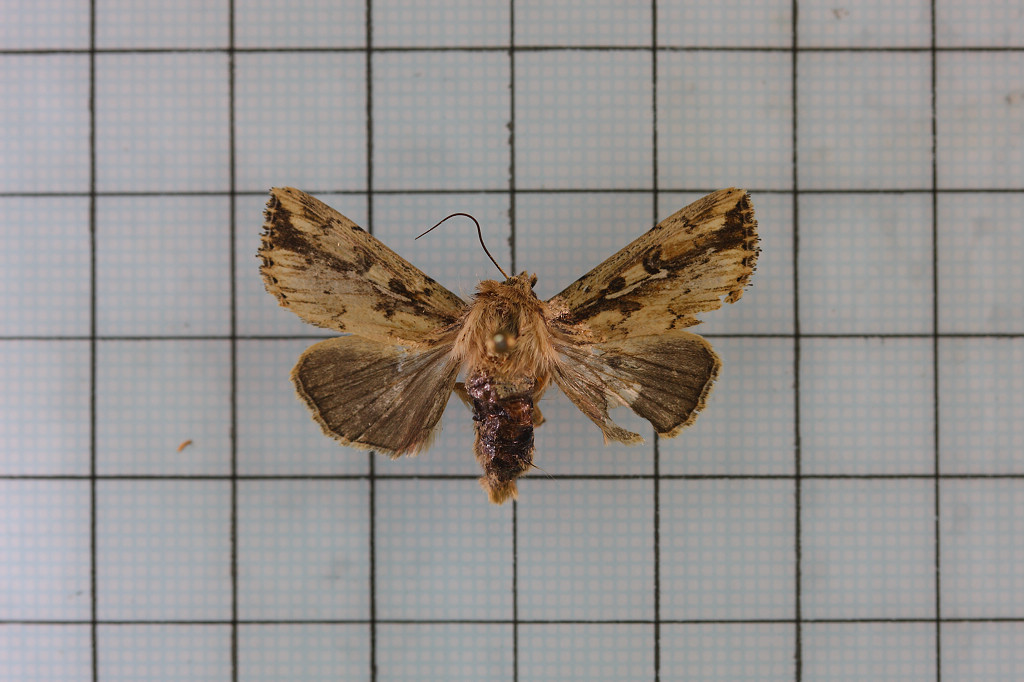